# Лисмир
Лисмир (англ. Lismire; ирл. Lios Machaire, «равнинный форт») — деревня в Ирландии, находится в графстве Корк (провинция Манстер).
В Лисмире есть одна начальная школа, построенная в 1940 году и с тех пор не раз перестраивавшаяся.